# Nắp ấm lông
Nắp ấm lông (danh pháp khoa học: Nepenthes villosa), là một loài nắp ấm nhiệt đới đặc hữu của núi Kinabalu và núi Tambuyukon cận kề ở phía đông bắc Borneo. Nó phát triển ở khu vực có độ cao hơn bất kỳ loài nắp ấm Borneo nào khác, ở khu vực có độ cao trên 3.200 m. N. villosa có đặc trưng là có lông măng phát triển cao và phức tạp, điều này phân biệt nó với các loài có quan hệ họ hàng gần là N. edwardsiana và N. macrophylla.
| Trái: Bản mẫu số 5080 trong Curtis's Botanical Magazine chỉ ra mẫu vật của loài N. veitchii từng bị nhận dạng sai là N. villosa Phải: Hình minh họa N. villosa trong Life in the Forests of the Far East |

Nepenthes villosa được Joseph Dalton Hooker chính thức miêu tả năm 1852. Mô tả về loài này đã được xuất bản trong Icones plantarum và kèm theo hình minh họa.
Loài này lần đầu tiên được Hugh Low thu thập vào năm 1858, khi ông lần thứ hai trèo lên núi Kinabalu cùng với Spenser St John.